# Пойкіно
По́йкіно (Покойкіно, рос. Пойкино) — присілок в Можгинському районі Удмуртії, Росія.
Урбаноніми:
- вулиці — Праці, Садова, Удмуртська

## Населення
Населення — 146 осіб (2010; 205 в 2002).
Національний склад станом на 2002 рік:
- удмурти — 80 %